# Erster Präsident des Parlements von Paris

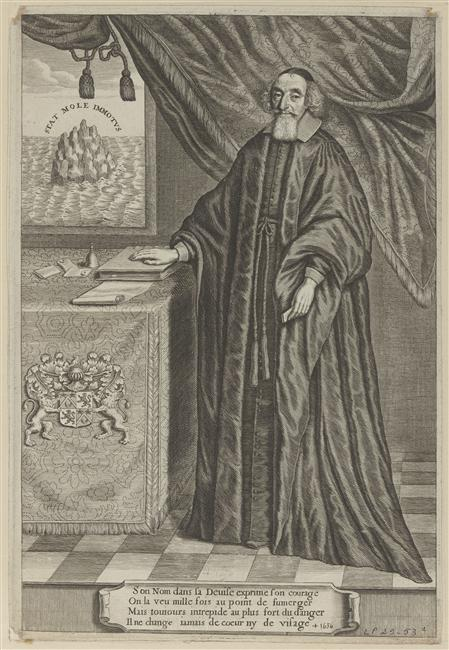
Mathieu Molé, Président zur Zeit der Fronde, Anonym, 17. Jahrhundert

Im französischen Ancien Régime war der Erste Präsident des Parlements von Paris (Premier Président du Parlement de Paris) ein vom König ernannter hoher Magistrat, der über Besonnenheit und Vermittlerqualitäten zwischen der königlichen Autorität und den anderen Magistraten verfügen musste. Das Amt existierte in allen Parlementen des Königreichs und war – entgegen der Mehrheit der übrigen parlamentarischen Ämter – nicht käuflich. Der Premier Président residierte im äußersten Westen der Île de la Cité in einem Gebäude an der ehemaligen Rue de Jerusalem, die 1883 der Erweiterung des Palais de Justice weichen musste.

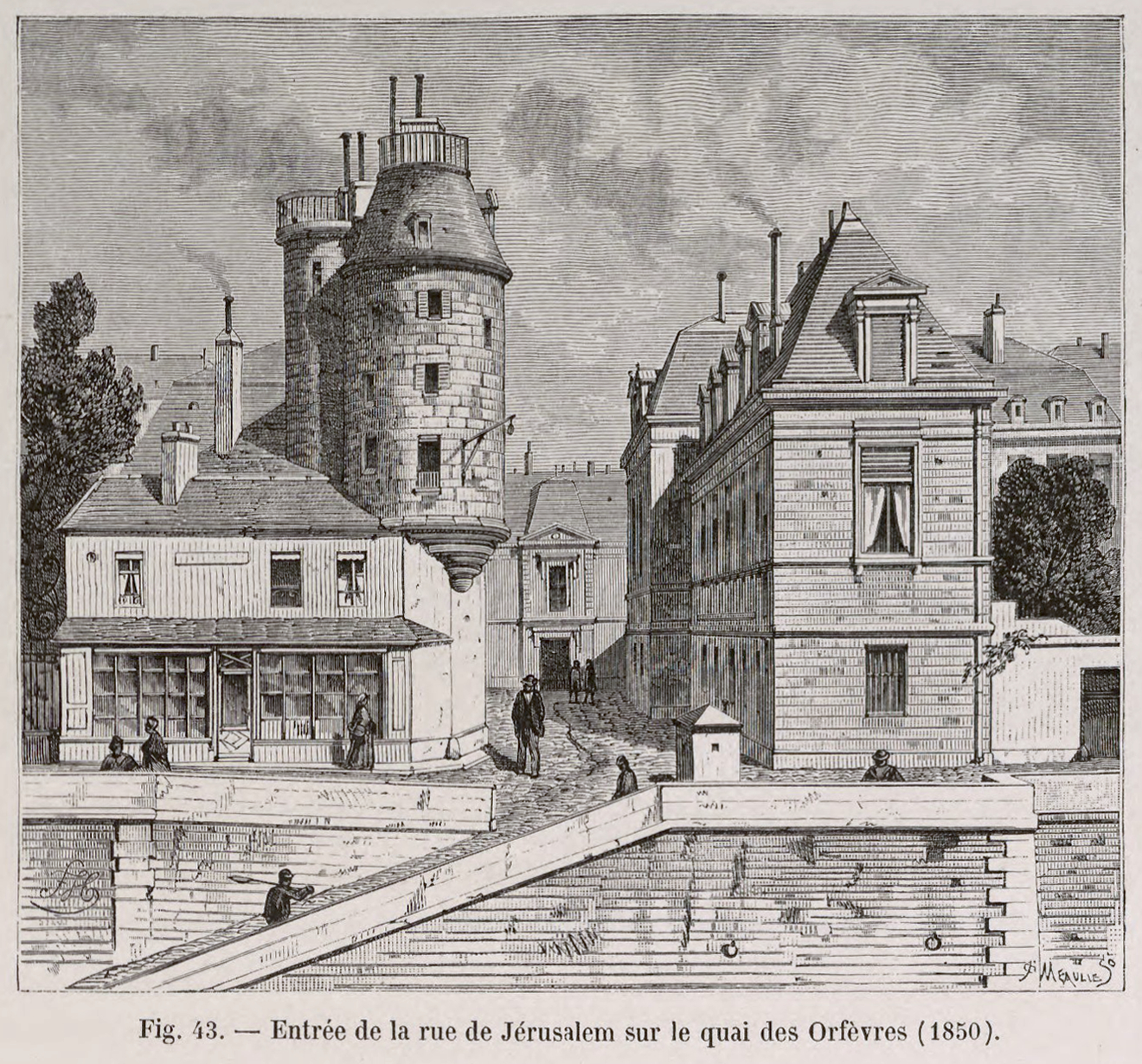
Einmündung der Rue de Jerusalem in den Quai des Orfèvres, 1850, (Hoffbauer, Paris à travers les âges aspects successifs des monuments et quartiers historiques de Paris depuis le XIIIe siècle jusqu'à nos jours, Paris: Firmin-Didot, 1875–1882); der Eingang zum ehemaligen Palais des Premier Président liegt im Hintergrund. Das Gebäude auf der rechten Seite stand seit dem Beginn des 19. Jahrhunderts der Pariser Polizeipräfektur zur Verfügung.

## Liste der Premiers Présidents du Parlement de Paris
- 1331–1336: Bertrand V. de Cardaillac
- 1334–1336: Hugues de Courcy
- 1336–1340: Guillaume Bertrand
- 1341–1369: Simon de Buci[1]
- 1369–1371: Pierre de Senneville oder Demeville[2]
- 1371–1373: Guillaume de Sens oder Seris[3]
- 1373–1374: Pierre d’Orgemont[4]
- 1374–1388: Arnaud de Corbie[5]
- 1388–1399: Guillaume de Sens (2. Mal)[6]
- 1400–1403: Jean de Popincourt[7]
- 1403–1413: Henri de Marle oder Henri le Corgne[8]
- 1413–1418: Robert Mauger[9]
- 1418–1436: Philippe de Morvilliers[10]
- Jean de Vailly war Premier Président mit Sitz in Poitiers während der Besetzung von Paris durch die Engländer[11]
- 1436–1456: Adam de Cambray[12]
- 1457–1461: Yves de Scépeaux[13]
- 1461–1461: Hélie de Tourrettes[14]
- 1461–1465: Matthieu de Nanterre[15]
- 1465–1471: Jean Dauvet[16]
- 1471–1481: Jean le Boulanger[17]
- 1481–1497: Jean de La Vacquerie[18]
- 1497–1505: Pierre de Cothardy[19]
- 1505–1507: Jean de Ganay[20]
- 1507–1514: Antoine Duprat[21]
- 1514–1517: Pierre Mondot de La Marthonie[22]
- 1517–1519: Jacques Olivier[23]
- 1520–1529: Jean de Selve, oder de Salva[24]
- 1529–1550: Pierre Lizet[25]
- 1550–1551: Jean Bertrand[26]
- 1551–1562: Gilles Le Maistre[27]
- 1562–1582: Christophe de Thou[28]
- 1585–1620: Nicolas III. Potier de Blancmesnil wird in den Listen der Premiers Présidents nicht geführt.
- 1583–1611: Achille (I.) de Harlay
- 1589–1591: Barnabé Brisson, übergangsweise
- 1591–1594: Jean Le Maistre, übergangsweise
- 1611–1627: Nicolas de Verdun[29]
- 1627–1628: Jérome de Hacqueville[30]
- 1628–1630: Jean Bochard[31]
- 1630–1640: Nicolas Le Jay[32]
- 1641–1651: Mathieu Molé[33]
- 1651–1657: Pomponne de Bellièvre[34]
- 1657–1677: Guillaume de Lamoignon[35]
- 1678–1689: Nicolas Potier de Novion[36]
- 1689–1707: Achille (III.) de Harlay[37]
- 1707–1712: Louis II. Le Peletier[38]
- 1712–1723: Jean-Antoine de Mesmes[39]
- 1723–1724: André III. Potier de Novion
- 1724–1736: Antoine Portail
- 1736–1743: Louis III. Le Peletier de Rosanbo
- 1743–1757: René-Charles de Maupeou
- 1757–1763: Mathieu-François Molé
- 1763–1768: René-Nicolas de Maupeou
- 1768–1771: Étienne François d’Aligre
- 1771–1774: Louis Jean Bertier de Sauvigny
- 1774–1788: Étienne François d'Aligre (2. Mal)
- 1788–1789: Louis Le Fèvre d’Ormesson
- 1789–1791: Jean Baptiste Gaspard Bochart de Saron